# دايل باور
دايل باور هو لاعب كرة مضرب كندي، ولد في 2 أكتوبر 1949 في تورونتو في كندا.

## وصلات خارجية
- دايل باور على موقع EliteProspects.com (الإنجليزية)
- دايل باور على موقع HockeyDB.com (الإنجليزية)
- دايل باور على موقع رابطة محترفي التنس (الإنجليزية)
- دايل باور على موقع الاتحاد الدولي لكرة المضرب (الإنجليزية)
- دايل باور على موقع كأس ديفيز (الإنجليزية)
- دايل باور على موقع خلاصة التنس.كوم (الإنجليزية)